# Ordovizona
Ordovizona is een geslacht van uitgestorven kreeftachtigen uit de klasse van de Ostracoda (mosselkreeftjes).

## Soorten
- Ordovizona immanis Becker, 1994 †
- Ordovizona longa Schallreuter, 1983 †
- Ordovizona sulcata Schallreuter, 1969 †